# Place Gertrude-Stein
La place Gertrude Stein est une voie du 12e arrondissement de Paris.

## Situation et accès

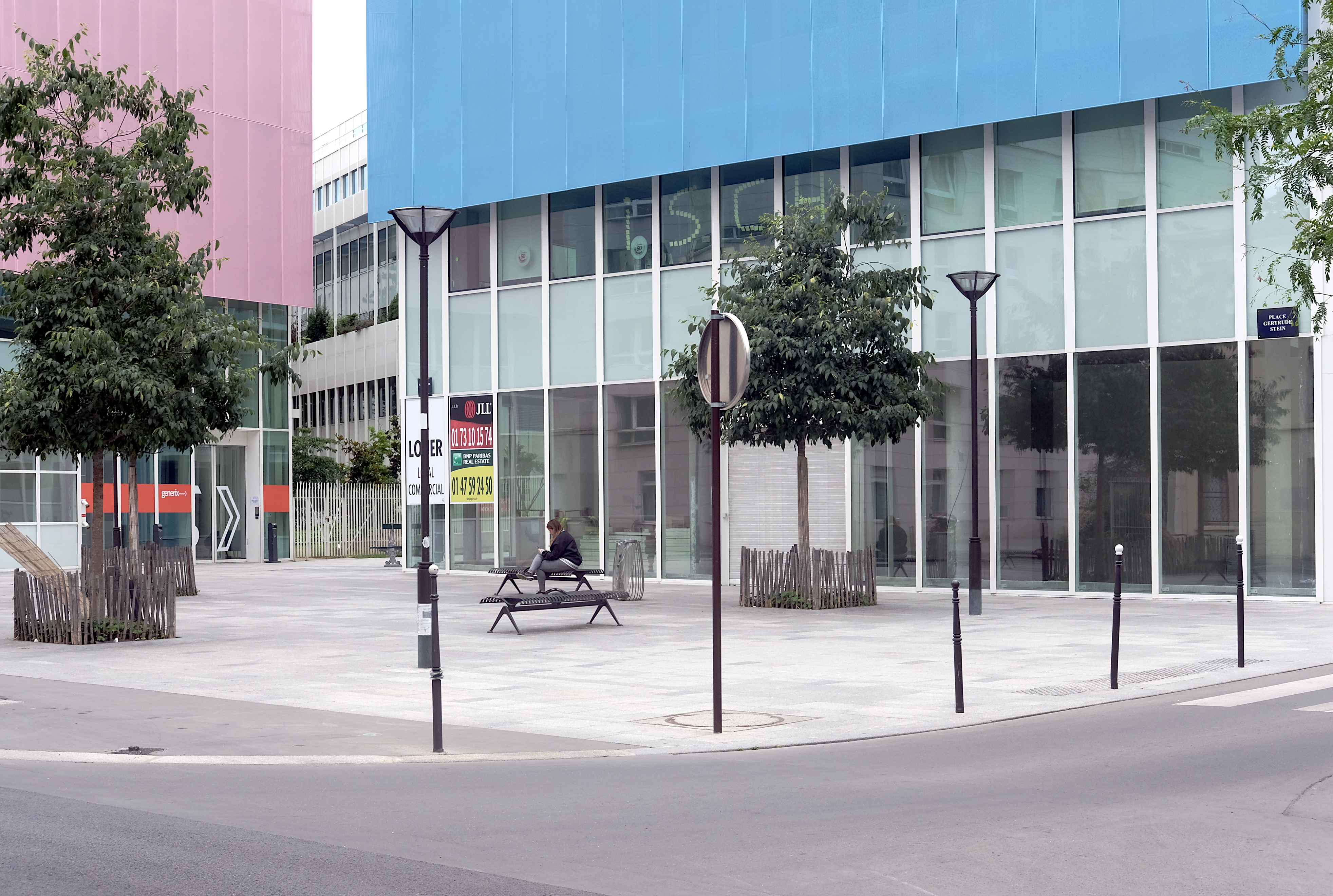
Place vue depuis la rue du Charolais.

La place Gertrude Stein est située dans le quartier de Bercy. 
Elle est desservie par la ligne de Métro 6 à la station Dugommier.
Voies rencontrées
La place Gertrude-Stein constitue une place autour des voies suivantes :
- Rue du Charolais ;
- Rue Simone-Iff ;
- Rue Louise-Hervieu ;
- Rue Jorge-Semprún.

## Origine du nom
Cette voie porte le nom de Gertrude Stein, poétesse, écrivain, dramaturge et féministe américaine, née le 3 février 1874, à Allegheny, en Pennsylvanie et décédée le 27 juillet 1946, à l’hôpital américain de Neuilly.
La délibération a été votée à l'unanimité du Conseil de Paris.

## Historique
Cette voie a été ouverte et a reçu sa dénomination actuelle en 2013 dans la zone d'aménagement concerté Charolais-Rotonde (délimitée par la rue de Rambouillet et la rue du Charolais au nord et à l'est et par le réseau de voies ferrées de la gare de Lyon au sud et à l'ouest).
La place a été inaugurée officiellement le 8 mars 2017,.